# がんばれ!エガちゃんピン
『がんばれ!エガちゃんピン』は、BeeTVで配信されていたバラエティ番組。2009年に配信を開始し、2014年3月19日に最終回を配信。全5作のシリーズとなっており、それぞれ『がんばれ!エガちゃんピン』、『がんばれ!エガちゃんピン2』、『がんばれ!エガちゃんピン3』、『がんばれ!エガちゃんピン4 MEGAMAX』、『がんばれ!エガちゃんピン5 ULTIMATE』として配信された。
江頭2:50の冠番組であり、「過酷じゃなければ、BeeTVじゃない！」、「今度は戦争だ！！」などを番組テーマとしていた。毎週江頭にしかできない「新記録」を目指して過酷なロケを行う。ポンキッキシリーズのオマージュであり、江頭はガチャピンをイメージした緑色のスパッツ、アシスタントの寺田体育の日はムックをイメージした赤い全身タイツを着用。番組タイトルも『エガちゃん』『ガチャピン』『ピン(芸人)』の造語。

## 出演者
- 江頭2:50（メイン）
- 寺田体育の日（アシスタント）
- 立木文彦（声の出演・ナレーション）

## 番組で行ったロケ

### 無印
エレベーター早着替え
第一回企画。制作協力するエイベックスの本社ビルにて挑戦。エレベーターが一階から二階まで上がるごくわずかな時間に、番組トレードマークの緑タイツからスーツへと着替える。
結果：扉が開いた瞬間、何故かパンツを全開まで下ろしきっており失敗。その後、全裸姿で大暴走し、女性スタッフを襲撃。江頭自身は強制退場され、いきなり放送が中断するという、ある意味「いつものオチ」となった。
ロケット花火白羽取り
15m離れた位置から発射されたロケット花火を手で受け止める。チャンスは10回。
結果：9回目で成功。
奇襲ロデオ
身長195cmあるプロレス界の帝王・高山善廣の背後にいきなり飛びつき、何秒間しがみついていられるかを競う。
結果：34秒75という（ある意味）世界記録を樹立。しかし、企画の事を知らなかった高山の怒りを買い、さらに江頭が高山の顔面を平手打ちをした上にその場に居合わせた寺田を巻き込んで叩きのめされた後（あまりにも酷かったのでカットされる）、江頭が頭突きを喰らわされる等最悪の展開になり、そのまま終了する。
肛門粉飛ばし
江頭本人しか出来ないという究極芸を持ち込んだ派企画。肛門に白い粉を溜めて、屁の力で吹き出す。
結果：4m24cmという世界新記録を樹立。
体重測定
女を担いだまま体重計に乗る。
シャンパンコルク口キャッチ
「無印」最終回企画。シャンパンを自ら開けて、勢いで飛び出したコルクを口でキャッチする。
結果:シャンパンを開けた瞬間、江頭の前歯に直撃し失敗。その後のお便りコーナーで、江頭が全裸姿になり第1期最大の大暴走を起こした。女性スタッフを複数人襲った末、強制退場される際、「BeeTV(現在はdTV)はAVです！」と叫んだ。

### 2
豪速球ヒゲダンス
『2』の第1回企画。ヒゲダンスの「グレープフルーツを投げてサーベルに刺す」というおなじみの動作を超高速で行うもので、ソフトボールの現役選手が時速95kmで投げたグレープフルーツを江頭が受け止める。10球投げて1つでも刺されば成功。なお、この企画の為に野球場を借り切っており、それについて江頭は「エイベックスは(不適切発言)だぜ」「そんな金あるなら俺たちのギャラ上げろ」と愚痴った。
結果：高速のグレープフルーツが腕や足、股間に直撃する、逆上し乱闘に持ち込んで投手を追いかけるも捕獲に失敗し転倒する等の憂き目に遭った後、一度は剣先で捉える事に成功したがグレープフルーツが砕けてしまい無効。最後は脳天にグレープフルーツが直撃して卒倒し、ギブアップとなり失敗。
扇風機お尻ストップ
女性からのビンタ文字当て
コーラを手を使わずに飲む男
高飛び込みブリーフはき
高さ10ｍの飛び込み台から、下にあるブリーフへ飛びこみはく。チャンスは5回。
結果:5回目で成功。
生卵キャッチ
利きムチ
目隠しをして、女王様から何で殴られているかを当てる。
結果：4問中全問正解。
女王様マシュマロキャッチ

### 3
ブリーフ軽トラック30m走(3)
『3』第1回企画で、番組でお馴染みのブリーフを主軸とした企画。600kgの軽トラックとゴムで繋いだブリーフをはき、トラックを引いて30m走るまでのタイムを計測する。ブリーフが破れてチ〇コが見えたら即失格。
結果：残り10mのところでスパートをかけるが、そのせいでブリーフが裂け局部が丸見えとなったため、ルール上記録なしで失格。その後江頭は「男性ADの判定がおかしい、女のADに聞こう」と全裸で新人女性ADに襲い掛かり、そのまま終了した。
vsイジリー岡田
コーラ1.5ℓを飲む男
重量挙げ
肛門にフックを入れペットボトルの重りをどれだけ載せられるか。
VS加藤鷹
ゴールドフィンガーの称号を賭け、横山美雪の股間で連射対決。
グラサンADテシマからの挑戦「1万円札」
高速バイクハリセン
ローション早飲み
着ぐるみでウォータースポーツ
体の上で1人BBQ
飲むゼリーを鼻で10秒チャージ
水上スキー
湖の上でモーターボートに牽引されたダッチワイフに乗り、何秒しがみついていられるか。収録当日は台風直撃により雨天だったものの決行。
なお、振り落とされた際に衝撃により江頭は背骨を痛めてしまいこの後三ヶ月間仕事が出来なかったとニコニコ生放送出演時に語った。

### 4 MEGAMAX
アイドル女子レスラーのブラジャーをガチで外す男
『4 MEGAMAX』第1回企画。ブラジャーを外されたら負け。
自転車のチューブを体に巻いて自分で割る男。
空気を入れて割る。
またもVS加藤鷹。
めぐりの股間でクリック対決。ゴッドフィンガーの称号かDVD買取。
お尻の中身はなんだろな?
バラエティの定番企画「箱の中身はなんだろな？」を自分のお尻の中で行うと言う企画。
結果：花火、掃除機のコード、飲むゼリーを入れられ全て正解した。
ハリセン文字当て

竹刀文字当て
花宮あみの竹刀に書いてある文字を読み取る。
逆リンボー
逆さに吊るされ走ってくる車のバーを避ける。
水に溶ける水着を着て銃撃戦
綾瀬れんと水鉄砲対放水車で対決。
時速100km/hオーバーのパイを顔面で受ける
高速で走るバイクからのパイ投げを受け、時速何キロまで耐えられるかを競う企画。
結果：時速80キロまで耐え切る事に成功した。100km/h、120km/hではあまりの衝撃のため、江頭を以てしても半失神状態となってしまった。
からしレンコンのからしを鼻から吸う
家政婦のエガに扮した江頭がからしレンコンのからしをストローで鼻から吸う企画。
結果：悶え苦しみつつも全て吸い込む事に成功。
お尻の穴フレンドパーク
粉をいれ鉄棒、跳び箱などをして噴出したらアウト。最後に吹き矢をして商品が貰える。
お便りコーナーSP
股間で白羽取り
仁科百華と秘密を賭けバレーボールで対決。
三点倒立で股間白羽取り
ハリセン
高さ45mからダイブ
バンジージャンプでダッチワイフのキャサリンを助ける。

### 5 ULTIMATE
オナラで聖火台に火を灯す男
「5 ULTIMATE」第1回企画。オナラで聖火台に火を灯す。
vs銅メダリスト　宮下純一
シコリ幅跳び
テント内でしこって射精してから幅跳びを行う。
50m障害ブス競争
ハードルの代わりに行手を阻む3人のブスとキスして先へ進む。
結果 7分54秒という世界新記録を達成した